# Trapp Lake
Pour les articles homonymes, voir Trapp.
Trapp Lake est une communauté située dans la province de la Colombie-Britannique, dans le centre-sud.